# Alexander Mann (peintre)
Pour les articles homonymes, voir Mann et Alexander Mann.
Alexander Mann, né le 22 janvier 1853 à Glasgow et mort le 26 janvier 1908 à Londres est un peintre écossais. Il fait partie de l'école de Glasgow dont font partie les Glasgow Boys, et a exposé à l'exposition annuelle du Royal Glasgow Institute of the Fine Arts.
Il étudie sous Carolus-Duran de 1881 à 1885.

## Galerie

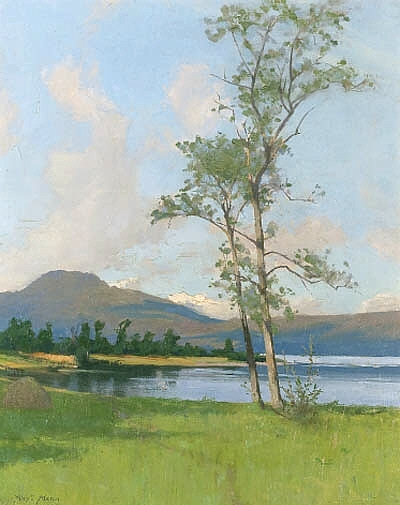
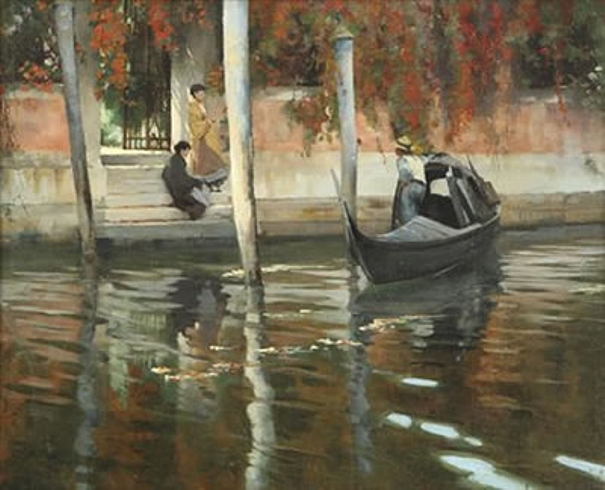
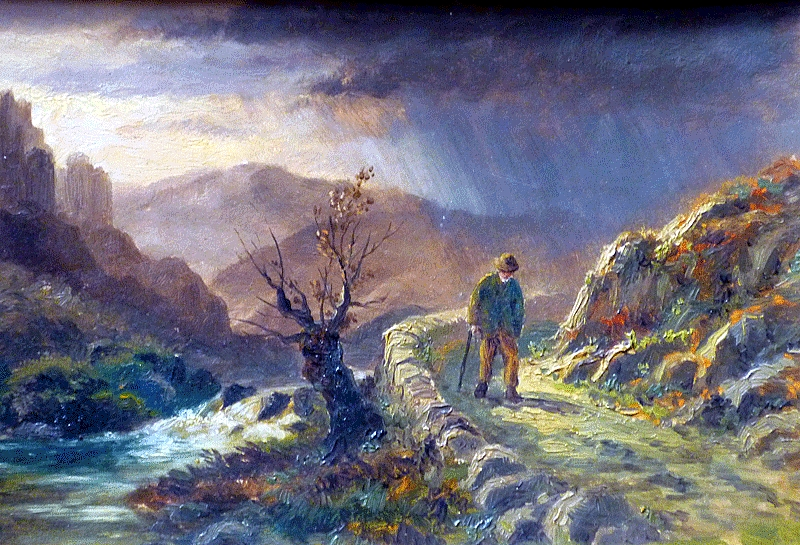
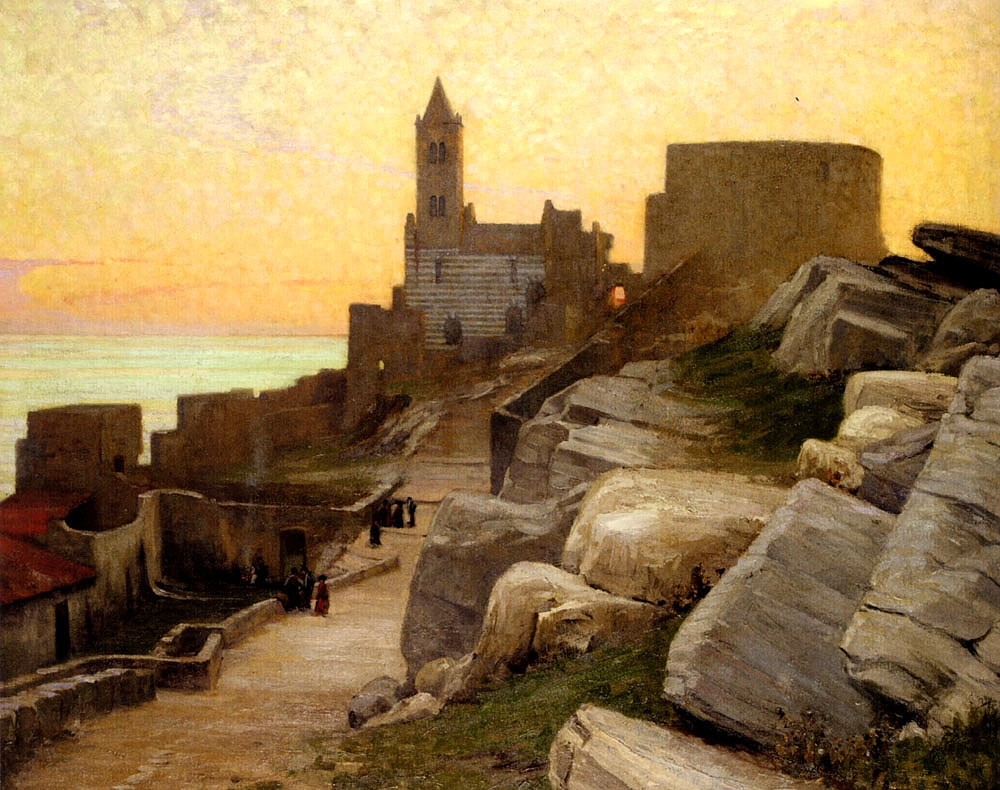
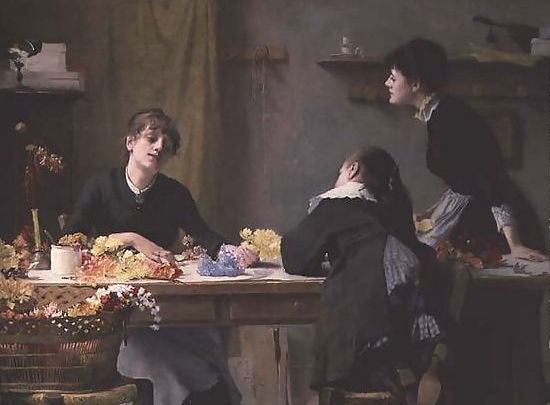
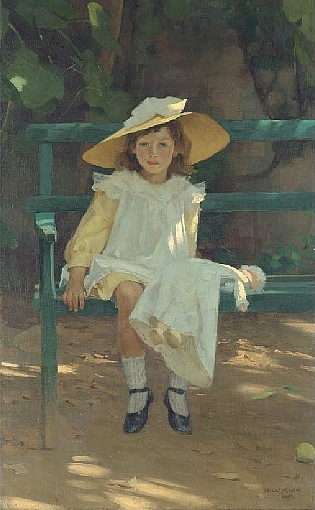
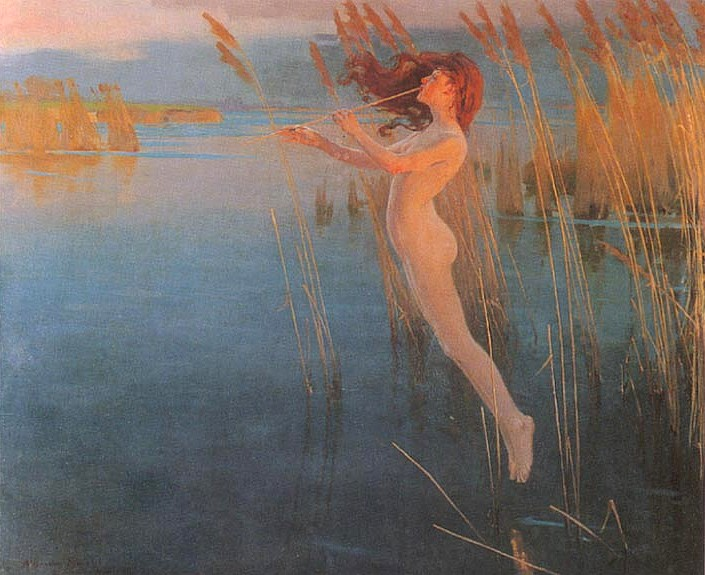
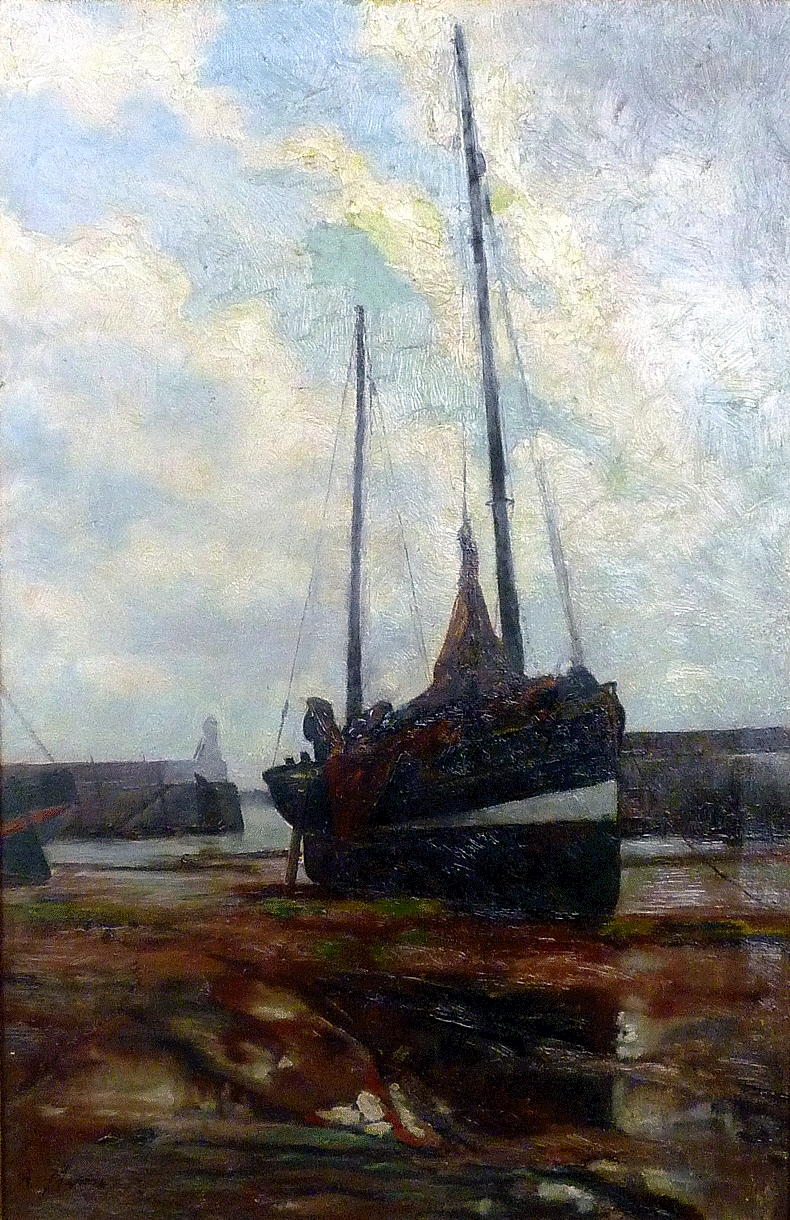
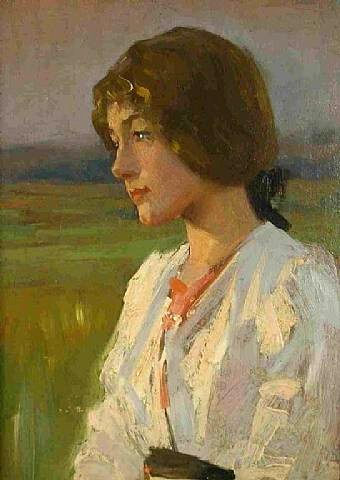